# Белплејн (Њу Џерзи)
Белплејн (енгл. Belleplain) насељено је место без административног статуса у америчкој савезној држави Њу Џерзи.

## Демографија
По попису из 2010. године број становника је 597.
| Група             | 2000.    | 2010.       |
| Белци             | 0 (0,0%) | 563 (94,3%) |
| Афроамериканци    | 0 (0,0%) | 4 (0,7%)    |
| Азијати           | 0 (0,0%) | 1 (0,2%)    |
| Хиспаноамериканци | 0 (0,0%) | 19 (3,2%)   |
| Укупно            | 0        | 597         |